# Балинце (Клина)
Балинце (алб. Balincë) је насеље у општини Клина, Косово и Метохија, Република Србија.

## Становништво
| Демографија | Демографија | Демографија |
| Година      | Становника  | Становника  |
| ----------- | ----------- | ----------- |
| 1948.       | 389         |             |
| 1953.       | 424         |             |
| 1961.       | 495         |             |
| 1971.       | 672         |             |
| 1981.       | 927         |             |
| 1991.       | 1.285       |             |